# NGC 5973

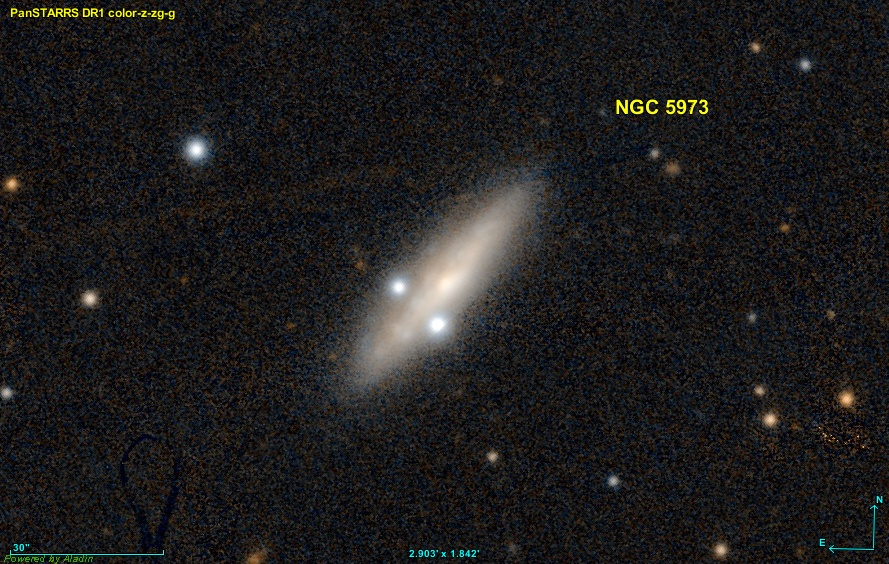
مجرة NGC 5973

NGC 5973 في الفهرس العام الجديد، هي مجرة، تقع في كوكبة الميزان. اكتشفت في 26 مايو 1864 بواسطة ألبرت مارث.

## روابط خارجية
- NGC 5973 على موقع ويكي سكاي: DSS2, SDSS, GALEX, IRAS, Hydrogen α, X-Ray, Astrophoto, Sky Map, Articles and images